# Епископ будимски Јустин
Јустин (Јован Јовановић; Осијек, 26. март 1786 — Будим, 25. новембар 1834) био је епископ Српске православне цркве, на престолу владика будимских.

## Биографија
Јустин је рођен као Јован Јовановић је 26. марта 1786. године у Осијеку од оца Антонија, имућног трговца и угледног доњоварошког бирова, и мајке Ане. С обзиром на положаје које је у цркви заузимао, Јустин (Јовановић) је морао поседовати највишу спрему. Класично образовање му је омогућило да буде рецензент радова писаних на латинском језику.
Замонашен је у манастиру Гргетегу 25. маја 1819. године, а потом је прошао кроз све дворске чинове: протођакона, архиђакона и протосинђела. Био је професор богословије и конзисторијални бележник у Архидијецези сремскокарловачкој.
За време његовог службовања у Сремским Карловцима митрополит Стефан (Стратимировић) му је уступио на преглед рукопис „Богословију моралну“, на латинском језику, рад ученог Атанасија Влаховића, пароха старобечејског. Јустин је поднео митрополиту своје примедбе, али рукопис никада није штампан, јер је Влаховић био у сукобу са Стратимировићем и својим епископом Гедеоном (Петровићем).
За архимандрита гргетешког Јустин је произведен 27. фебруара 1829. године, а већ 21. јула исте године премештен је за настојатеља манастира Бездина. Вероватно је тада разрешен и дужности професора карловачког Богословског училишта. О професури архимандрита Јустина Иларион Руварац не говори ништа. Могуће је да је његово професоровање било кратког века, као што је било и архимандритство у Гргетегу. Међутим, управу манастира морао је примити још као протосинђел. За време бављења у манастиру Бездину портретисао га је темишварски живописац Сава Петровић.
За епископа будимског Јустин је посвећен 19. августа 1834. године, а умро је већ 25. новембра исте године. По казивању његовог синовца, владика је трагично скончао, изваливши се из кола.
Владика Јустин је сахрањен у катедралној цркви у Будиму, која је приликом бомбардовања Будима 1944. године оштећена, а потом и до темеља срушена. Приликом рушења ове „најлепше зграде чистог барока“ епископ будимски Георгије (Зубковић) пренео је посмртне остатке епископа Јустина у Сентандреју и сахранио их у Пожаревачкој цркви. Том приликом је пренета и оригинална надгробна плоча. Епитаф је касније објавио Димитрије Е. Стефановић